# Ecosse Signature

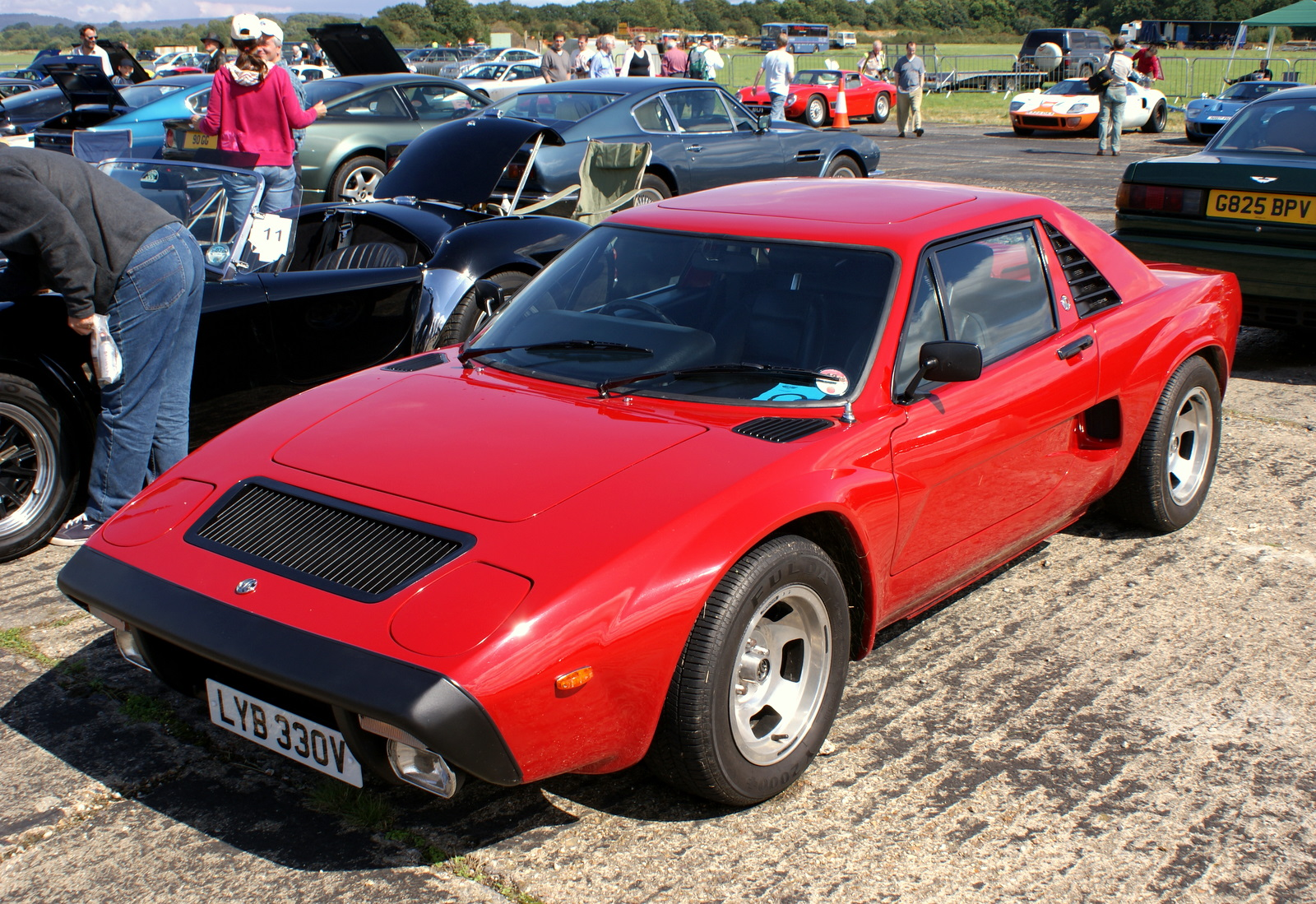
AC 3000ME, Baujahr 1979–1985 – die 1984/85 in Schottland in Lizenz gefertigte Version lieferte die technische Grundlage zunächst für den „AC Ecosse“ mit 2,5-l-Alfa-Romeo-Motor aus dem Jahr 1985, dann für den „Ecosse Signature“ mit turbogeladenem 2,0-l-Fiat/Lancia-Motor aus dem Jahr 1988.

Der Ecosse Signature war ein im Oktober 1988 vorgestelltes Mittelmotor-Coupé mit einem turbogeladenen 2,0-Liter-Vierzylinder-Reihenmotor und einer Karosserie aus modernem CFK-Verbundwerkstoff (Bilder:).
Er wurde von dem englischen Unternehmen Ecosse Car Company Ltd. mit Sitz in Knebworth, Hertfordshire nördlich von London vorgestellt und maßgeblich entwickelt. Der Antrieb stammt von Fiat bzw. Lancia, die sonstige technische Basis weitgehend von dem Prototyp AC Ecosse des 1985 zahlungsunfähig gewordenen Herstellers AC (Scotland) plc. Abgesehen von einem später demontierten Ausstellungsfahrzeug entstand von dem Ecosse Signature 1988/89 nur ein einziges straßenzugelassenes (Vor-)Serienfahrzeug; die für 1989 angekündigte Kleinserienfertigung kam nicht zustande.

## Einführung
Automobilhistorisch interessant ist der Ecosse Signature durch seine enge Verbindung zum englischen Traditionsunternehmen AC Cars Ltd. Dessen Wurzeln reichen bis in das Jahr 1901 zurück (Beginn der Arbeiten an dem Weller Four Seat Tourer, vorgestellt auf der British International Motor Show 1903); seine größten Erfolge feierte es mit der legendären AC Cobra in den 1960er-Jahren gemeinsam mit Carroll Shelby und Ford.
Der Ecosse Signature bildet den Endpunkt in einer von zwei Entwicklungslinien, die die Marke AC nach 1984 nahm: Die AC Cars Ltd. gab damals die eigene Fahrzeugfertigung an ihrem Stammsitz in Thames Ditton in der Grafschaft Surrey westlich von London, wo bereits seit 1911 der Firmensitz lag, wegen ungünstiger Ertragslage auf. Zuletzt hatte sie dort den AC 3000ME von 1979 bis 1984 in Kleinserie hergestellt. 1984/85 übernahm die neu gegründete Firma AC (Scotland) plc. in Glasgow, Schottland dessen lizenzweise Fertigung. 1985 entwickelte sie auf seiner Basis den technisch wie optisch grundlegend überarbeiteten Prototyp AC Ecosse, der aber wegen der im selben Jahr eingetretenen Insolvenz nicht mehr offiziell vorgestellt bzw. zur Serienreife geführt werden konnte.
Die Firma Ecosse Car Company Ltd. hatte sich zum Ziel gesetzt, den AC-Ecosse-Prototyp weiterzuentwickeln und in Kleinserie einen exklusiven reinrassigen Sportwagen mit britischem Flair für Kunden mit hohem technischem Anspruch zu produzieren. Der Signature sollte mit Sportwagen etablierter Kleinserienhersteller wie Ginetta, Lotus, Marcos, Panther, Reliant und TVR konkurrieren.
Der englische Modellname „Signature“ bedeutet übersetzt ‚Unterschrift(sleistung)‘, ‚Signatur‘, auch ‚Erkennungsmelodie‘ und ‚charakteristisch‘. Ein Motiv oder eine Begründung für die Namenswahl ist nicht überliefert. Vereinzelt bezeichneten englische Fachzeitschriften die Namenswahl als „odd“ (übersetzt: ‚sonderbar‘, ‚seltsam‘, ‚merkwürdig‘). Sie weckt Assoziationen zu dem Begriff „Signature Series“, wie ihn Cadillac und vor allem Lincoln für exklusive, hochwertige Ausstattungsvarianten ihrer Spitzenmodelle bis teilweise in die frühen 1990er-Jahre verwendeten; auch diverse Hersteller von Gitarren, E-Bässen und Schlagzeugen wie Yamaha, Fender, Gibson oder Gretsch verwenden den Begriff „Signature“ für zumeist hochwertige, in der Regel individuellere Ausführungen ihrer Instrumente.
Keine Verbindung besteht zum Rennteam Signature Racing des Franzosen Philippe Sinault, das seit vielen Jahren in der Formel 3, der Le Mans Series sowie bei den 24-Stunden-Rennen von Le Mans antritt; dieses wurde erst 1990 gegründet.

## Entstehungsgeschichte
1985 hatte die Firma AC (Scotland) plc. unter Leitung des schottischen Geschäftsmannes David McDonald auf der Basis des Mittelmotor-Sportwagens AC 3000ME das Nachfolgemodell AC Ecosse angekündigt. An die Stelle des Ford-V6-Motors aus der Essex-Motorenfamilie mit 3,0 Liter Hubraum sollte ein 2,5-Liter-V6-Motor von Alfa Romeo treten, wiederum als quer eingebauter Mittelmotor; auch die Karosserie, das Fahrwerk und der Innenraum waren grundlegend überarbeitet worden. Entwicklungsdirektor war Aubrey Woods, der unter anderem bereits in den 1960er-Jahren erfolgreich für das Rennwagenteam B.R.M. in der Formel 1 tätig war. Zu der geplanten offiziellen Vorstellung des AC Ecosse auf der Motorfair-Automobilmesse 1985 war es wegen der Insolvenz des Unternehmens jedoch nicht mehr gekommen.
Aubrey Woods war von dem neuen Modell weiter überzeugt. Er schloss sich mit einem früheren Rennfahrer und Ford-Mitarbeiter zusammen, John Parsons, der die Firma AC Ecosse Ltd. gründete und im März 1986 von dem Insolvenzverwalter die Rechte an dem AC 3000ME und seinem geplanten Nachfolger AC Ecosse erwarb. Während der folgenden beiden Jahre stellten Parsons und Woods ein kleines Team erfahrener Techniker (zumeist aus der Rennsportszene) zusammen, um den Prototyp weiterzuentwickeln. Im Mittelpunkt stand der Wechsel auf einen 2,0-Liter-Reihenvierzylinder von Fiat/Lancia mit doppelter obenliegender Nockenwelle (Twin Cam; dohc) und Turbolader, ferner kleinere optische Retuschen.
Die Arbeiten wurden fortgesetzt, nachdem die Firma Anfang 1988 in eine einfache, kleine Werkshalle nach Knebworth in Hertfordshire umgezogen war und sich in Ecosse Car Company Ltd. umbenannt hatte. Aufgrund des Umfangs der Fahrzeugveränderungen war eine neue Typenzulassung erforderlich; den notwendigen Crashtest bewältigte ein Prototyp problemlos. Aus rechtlichen Gründen konnte die ruhmreiche Bezeichnung „AC“ nicht beibehalten werden, nachdem sich der Ecosse inzwischen weit vom Ausgangsmodell AC 3000ME entfernt hatte und Brian Angliss mit seiner Firma Autokraft Ltd. die AC-Namensrechte erworben hatte, um sie für die von ihm hergestellten Cobra Mk.IV-Sportwagen zu nutzen (weiterentwickelte Variante der AC Cobra 427).
Vom 22. bis 30. Oktober 1988 stellten Parsons und Woods mit ihrer neuen Firma ein überarbeitetes Ausstellungsfahrzeug, nun als Ecosse Signature bezeichnet, auf der British International Motor Show im National Exhibition Centre (NEC) in Birmingham offiziell vor. Ziel war, das Interesse von Publikum und Presse auszuloten und zusätzliche finanzielle Unterstützung für die geplante Kleinserienfertigung zu erschließen. Diese sollte ab Frühjahr 1989 mit einer jährlichen Produktion von 150 Fahrzeugen in Coventry anlaufen. Als Kaufpreis wurden 18.950 £ genannt, nach damaligem Umrechnungskurs etwa 59.000 DM. Zum Vergleich: Der Toyota MR2 kostete in England zu dieser Zeit 13.551 £ und der Lotus Esprit 24.950 £.
Die Reaktionen waren zwiespältig: Während einige den Auftritt eines neuen britischen Mittelmotorsportwagens begrüßten und das Fahrzeug als aufregend bezeichneten, kritisierten andere die lange Entwicklungszeit seit 1985, das fehlende Image sowie den angekündigten hohen Kaufpreis; auch stieß das eigenwillige Design zum Teil auf harsche Kritik.
Ungeachtet dieser zwiespältigen Reaktionen baute Ecosse unter Verwendung von einzelnen Teilen des wieder zerlegten Ausstellungsfahrzeugs ein einzelnes straßenzugelassenes (Vor-)Serienfahrzeug als Vorführwagen für Kunden und Testfahrzeug für die Presse. Als neuer Beginn der Kleinserienfertigung wurde nun der September 1989 genannt. Zugleich begann 1989 die Ausgabe offizieller Verkaufsbroschüren. Auftrieb für das Projekt erhoffte sich Ecosse durch einen ausführlichen Testbericht in der Fachzeitschrift „Performance Car“; dieser erschien im Juni 1989, gelangte jedoch zu dem ernüchternden Ergebnis, dass das Fahrzeug in der getesteten Form unausgereift sei.
Das angekündigte Produktionsdatum verstrich, ohne dass die Fertigung jemals aufgenommen wurde; offenkundig lagen zu wenige Bestellungen vor, um eine weitere Finanzierung des Projekts zu gewährleisten. Als größte Schwierigkeit hatte sich erwiesen, dass das Kaufinteresse potentieller Kunden – wie schon beim AC 3000ME aus Thames Ditton und Schottland – im Zuge der langen Entwicklungszeit verloren gegangen war.

## Einzelheiten zum Fahrzeugmodell

### Karosserie und Ausstattung
Die kantige Karosserie des Ecosse Signature hat eine ausgeprägte Keilform, mit relativ hoher leicht ansteigender Gürtellinie, kantig ausgestellten Kotflügeln und großen, länglich-eckigen Lufteinlässen unmittelbar hinter den Türen zur Versorgung des Mittelmotors. Im Unterschied zum AC 3000ME befinden sich an der Fahrzeugfront und auf der vorderen Haube keinerlei Luftein- und -auslässe, was dem Fahrzeug ein glattes, flächiges Erscheinungsbild verleiht. Weitere Merkmale sind die Klappscheinwerfer und die breite B-Säule zur Verkleidung des Überrollbügels. Eine zusätzliche flache C-Säule umgrenzt ein hinteres dreieckiges Seitenfenster mit zusätzlichem Lufteinlass und erweckt den Eindruck eines Fließhecks; tatsächlich steht die rückwärtige Scheibe – wie schon beim AC 3000ME – nahezu senkrecht direkt hinter den Sitzen unmittelbar vor dem Motor. Der Grundkörper zeigt Ähnlichkeiten zum Design anderer englischer Fahrzeuge aus dem Anfang und der Mitte der 1980er-Jahre wie dem Lotus Esprit und dem TVR Tasmin. Ähnlichkeiten zum Design des AC 3000ME, dem Ausgangsmodell, bestehen hingegen kaum.
Die kompakt und stämmig wirkende Karosserie besteht aus kohlenstofffaserverstärktem Kunststoff (CfK).
Die Form des zweitürigen Zweisitzers beruht auf einem Entwurf des englischen Designers Peter Stevens aus der Zeit von 1984/85, der nachfolgend von 1985 bis 1989 Chefdesigner bei Lotus wurde und anschließend Supersportwagen wie den Jaguar XJR-15, den McLaren F1 (gemeinsam mit Gordon Murray) und den MG XPower SV entwarf. Modifikationen seines Designs stammen von Aubrey Woods und seinen Technikern; dies betrifft im Einzelnen: zusätzliche kleine Rechteckscheinwerfer unter klaren bündigen Kunststoffabdeckungen oberhalb des vorderen Stoßfängers; Wegfall von Zierelementen/-folie an der Front; vergrößerte seitliche Lufteinlässe bis hinunter in die hohen Türschweller; weit abstehende Außenspiegel mit kräftigen horizontalen Aufhängungen statt bündig anliegenden kantigen Spiegelgehäusen sowie mehrteilige Fünfspeichen-Leichtmetallräder mit dunklem Radstern statt einteiliger Fünfspeichenräder oder den flächigen Leichtmetallrädern des Alfa Romeo GTV 6 (1. Generation) (Bilder:).
Gegenüberstellung verschiedener zeitgenössischer englischer Sportwagen:

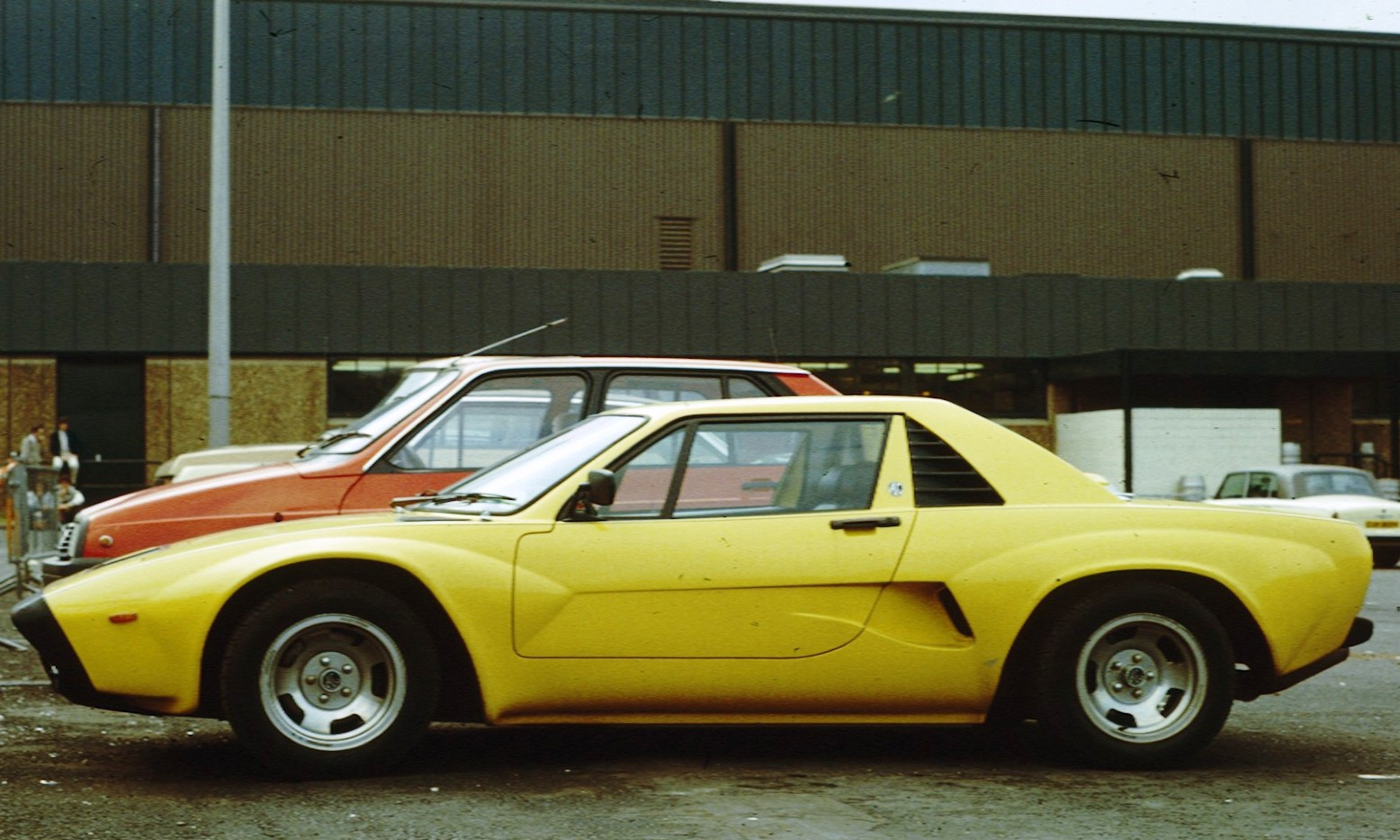
AC 3000ME – Serie von 1979–1985
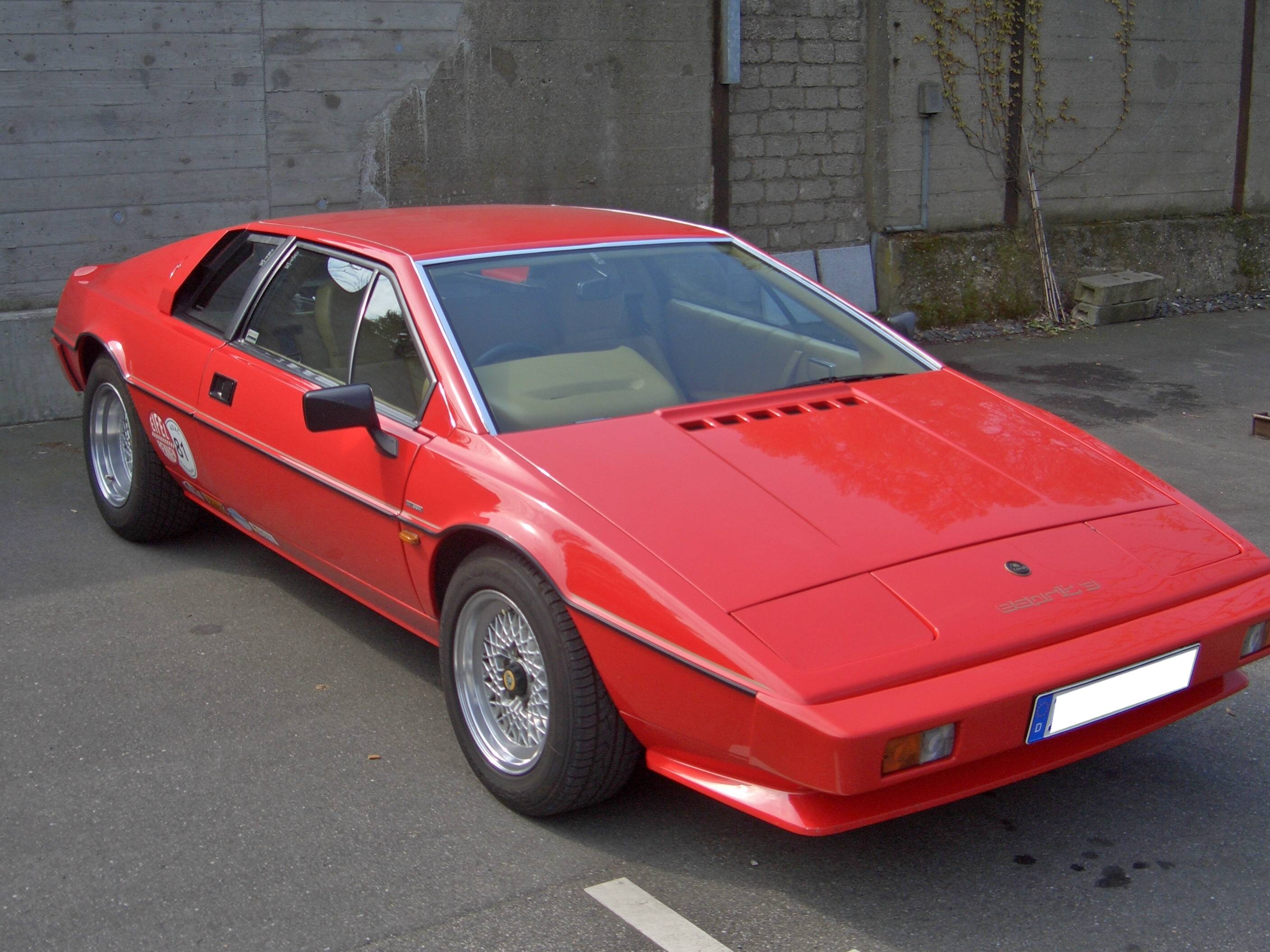
Lotus Esprit S3 – Serie von 1981–1987
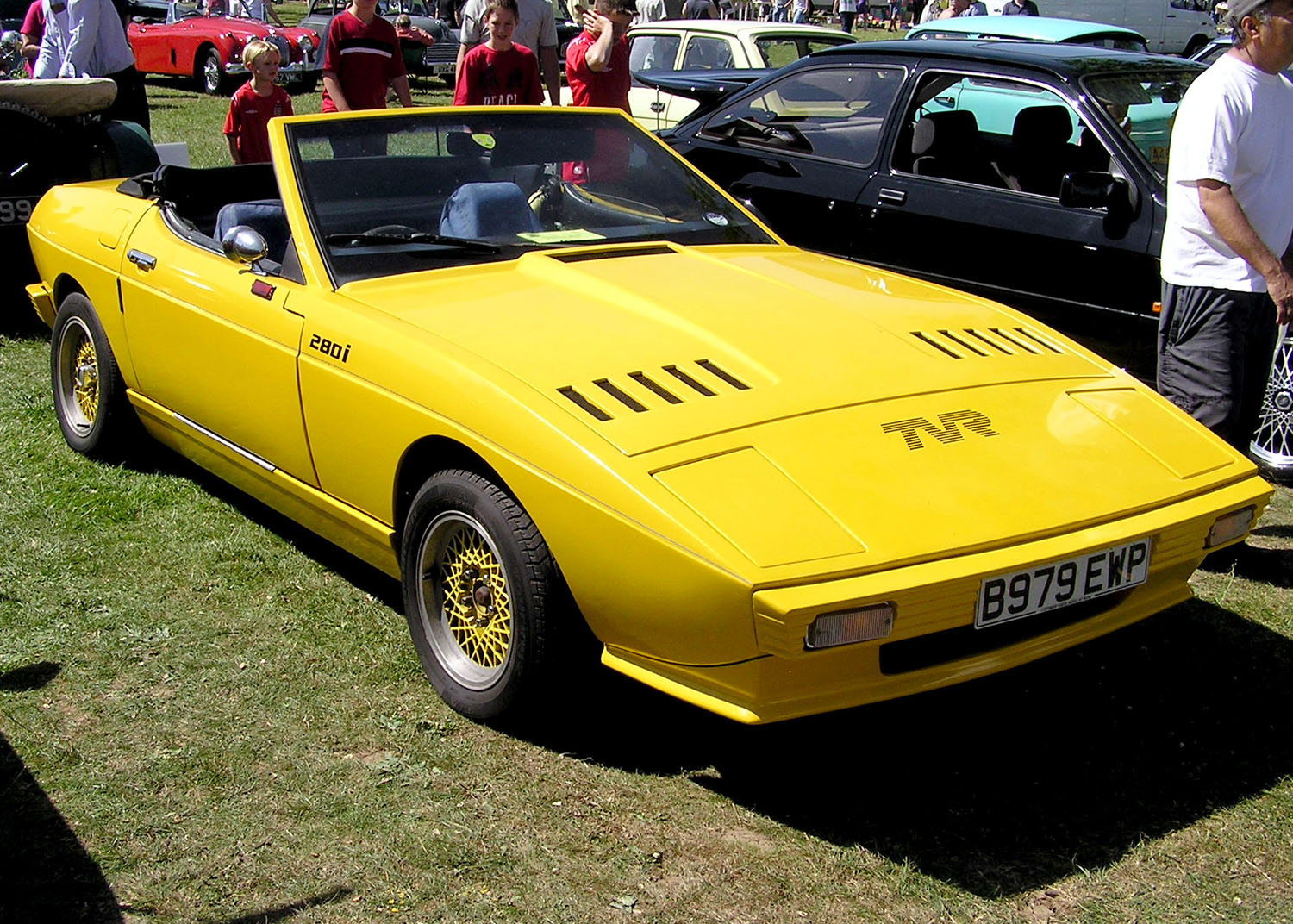
TVR 280i Cabriolet – Serie von 1981–1988
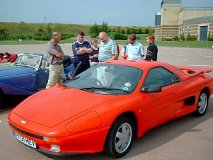
Panther Solo – Kleinstserie 1990

Das kantige Styling wirkte bei seiner Vorstellung 1988 bereits wieder rückständig; der Trend ging zu dieser Zeit wieder zu runderen, fließenden Formen. Relativ große Fahrzeugüberhänge, vor allem vorne, in Verbindung mit einem ungewöhnlich kurzen Radstand verleihen dem Ecosse Signature unharmonische Proportionen. Die kantige Form stieß überwiegend auf – zum Teil sehr harsche – Kritik und dürfte mitentscheidend für den ausgebliebenen Verkaufserfolg des Modells gewesen sein.
Bei der Innenausstattung griff Ecosse – wie schon AC (Scotland) beim Prototyp AC Ecosse – weitgehend auf Komponenten aus dem Teileregal von Alfa Romeo und der Muttergesellschaft Fiat bzw. deren Zulieferern zurück. Hinzu kamen hochwertige Teppichböden für den Innenraum, Sportsitze sowie Bezüge und Verkleidungen aus Alcantara. Der Kofferraum liegt hinter dem Motor und fasst 280 Liter; damit fiel er um 60 Liter kleiner aus als beim AC 3000ME.

### Motor und Getriebe
Motor und Getriebe des Ecosse Signature sind als Einheit quer hinter den Sitzen als Mittelmotor montiert und treiben die Hinterräder an.
| Motor                                 | wassergekühlter Vierzylinder-Reihenmotor (Fiat/Lancia 2,0 i. e. Twin-Cam Turbo), Verdichtung 8,0 : 1, zwei obenliegende Nockenwellen (Twin Cam), hängende Ventile (dohc), 2 Ventile pro Zylinder, 5 Kurbelwellenlager, Saugrohreinspritzung Bosch LE2-Jetronic, Turboaufladung: 1 × Garrett T3 mit Ladeluftkühler, kein Katalysator, Ölinhalt 7,0 Liter |
| Hubraum                               | 1995 cm³ |
| Bohrung × Hub                         | 84,0 mm × 90,0 mm |
| Leistung                              | 162,0 bhp (164,3 PS, 120,8 kW) bei 5500 min−1 |
| max. Drehmoment                       | 209 lbfft (29 kpm, 284 Nm) bei 2750 min−1 |
| Höchstgeschwindigkeit                 | 233 km/h |
| Beschleunigung 0-60 mph (≈ 96,6 km/h) | 6,2 Sekunden |
| Kraftstoffverbrauch                   | keine Angaben |

Der Motor stammt aus dem Fiat-Konzern und ist hinsichtlich des Zylinderkopfes sowie der Anpassung des Turboladers eine Entwicklung der Abarth-Motorenabteilung. Eingesetzt wurde er in dieser Spezifikation kurzzeitig beim Lancia Thema 2.0 i. e. Turbo sowohl in der Limousinenausführung als auch im Kombi namens „Station Wagon“, ehe er dort von der moderneren Version mit Vierventil-Zylinderkopf bzw. Katalysator abgelöst wurde. Er ähnelt sehr stark dem Motor, der im legendären allradgetriebenen Lancia Delta HF 4WD verwendet wurde. Fiat selber setzte den Motor in dieser Spezifikation (Twin Cam-Zweiventiler-Turbo ohne Katalysator) nicht bei Serienmodellen ein; im Fiat Croma 2.0 i. e. Turbo wurde vielmehr eine einfachere Variante mit nur einer obenliegenden Nockenwelle verwendet.
Beim Motorblock des Ecosse Signature bzw. der genannten Fiat- und Lancia-Modelle handelt es sich um eine über Jahrzehnte erfolgreiche Konstruktion des ehemaligen Ferrari-Konstrukteurs Aurelio Lampredi für Fiat aus den 1960er-Jahren.
Ob für die geplante Serienfertigung ab September 1989 oder für später die leistungsstärkere bzw. umweltschonendere Motorversion mit Vierventil-Zylinderkopf und Katalysator hätte eingebaut werden können bzw. sollen, ist nicht belegt.
Die Idee, zur Leistungssteigerung des Mittelmotor-Coupés auf einen turboaufgeladenen Motor zu setzen, war schon beim AC 3000ME umgesetzt worden: Die in Silverstone ansässige Firma Rooster Turbos des Tuners Robin Rew hatte 17 der in Thames Ditton mit Ford Essex-V6-Motoren gebauten Fahrzeuge mit Turboladern ausgestattet; ferner war der AC 3000ME mit der Chassis-Nr. ME … 161 aus dem Jahr 1981 von zwei amerikanischen Geschäftsleuten in Zusammenarbeit mit Carroll Shelby zum Einzelstück AC 3000ME Shelby Special mit 2,2-l-Vierzylinder-Turbo-Motor und 109 kW/148 PS aus dem Dodge Shelby Charger von Chrysler USA umgebaut worden.
Der Signature verfügt über ein quer eingebautes, vollsynchronisiertes Schaltgetriebe mit fünf Vorwärtsgängen und Rückwärtsgang, bedient über eine herkömmliche Mittelschaltung und eine Einscheibentrockenkupplung. Die Achsuntersetzung liegt wie beim Lancia Thema bei 2,944, die Untersetzung des fünften Ganges bei 0,93.

### Chassis und Fahrwerk
Chassis und Fahrwerk des Ecosse Signature waren sehr aufwändig konstruiert: Er besitzt ein Monocoque-Chassis, das sich in der Auslegung an den zeitgenössischen FIA-Gruppe-C-Rennwagen orientierte. Das Konzept stammt von Aubrey Woods. Es galt als äußerst verwindungssteif und bot einen sehr hohen Insassenschutz.
Das Fahrzeug verfügt über eine Einzelradaufhängung vorne und hinten mit doppelten Dreiecksquerlenkern, Schraubenfedern und Stoßdämpfern sowie zusätzlichen Stabilisatoren vorne und hinten. Verzögert wird der Signature über eine servounterstützte hydraulische Zweikreis-Bremsanlage mit Bremskraftregler und Bremsscheiben rundum (vorne 283 mm (innenbelüftet), hinten 272 mm); ein Antiblockiersystem war nicht erhältlich. Das Fahrzeug hat eine Zahnstangenlenkung mit Servounterstützung, die einen Wendekreis von 9,5 Metern ermöglicht. Der Tankinhalt beträgt 64 Liter. Ausgestattet war der Ecosse Signature mit Fünfloch-Leichtmetallädern der Größe 6,5 J × 15 Zoll und Radial-Breitreifen der Größe 205/50 VR 15.
Die Spurweite beträgt vorne 1465 mm und hinten 1500 mm, das zulässige Gesamtgewicht liegt bei 1250 kg.

## Heutige Situation
Das einzige (Vor-)Serienfahrzeug aus dem Jahr 1988/89 existiert noch heute. Es befindet sich im Besitz eines AC-Enthusiasten und Sammlers, der neben diesem Fahrzeug auch das AC-3000ME-Lightweight-Twin-Turbo-Einzelstück besitzt, ferner einen normalen AC 3000ME, einen linksgelenkten AC 3000ME Turbo sowie den Mittelmotor-Prototypen Diablo von Peter Bohanna und Robin Stables, die Ausgangsbasis für den AC 3000ME.
Das Ausstellungsfahrzeug aus dem Jahr 1988 wurde von Ecosse demontiert und existiert heute nicht mehr; einzelne Teile wurden jedoch für das einzige (Vor-)Serienfahrzeug weiterverwendet.

## Vergleichbare Fahrzeugmodelle
Weitere zeitgenössische Mittelmotor-/Heckmotor-Sportwagen mit vier und sechs Zylindern und ähnlicher Leistung (95 kW–155 kW):
| - Ginetta G32 1.9i aus Großbritannien (1,9-l-R4 mit 100 kW) - Guanci SJJ-1 aus den USA (2,8-l-V6-Turbo mit 139 kW) - Hofstetter Turbo aus Brasilien (2,0-l-R4-Turbo mit 129 kW) - Isdera Spyder aus Deutschland (3,0-l-R6 mit 138 kW) - Lancia Rally 037 Stradale aus Italien (2,0-l-Kompressor-R4 mit 151 kW) - Lotus Esprit S3 aus Großbritannien (2,2-l-R4 mit 128 kW) - Maserati Merak 2000 aus Italien (2,0-l-V6 mit 118 kW) | - MVS Venturi 200 aus Frankreich (2,5-l-V6-Turbo mit 138 kW) - Panther Solo aus Großbritannien (2,0-l-R4-Turbo mit 150 kW) - Pontiac Fiero V6 aus den USA (2,8-l-V6 mit 99 kW) - Renault Alpine V6 Turbo aus Frankreich (2,5-l-V6-Turbo mit 136 kW) - Talbot Matra Murena S aus Frankreich (2,2-l-R4 mit 104 kW) - Toyota MR2 (2. Generation) aus Japan (2,0-l-R4 mit 115 kW) |